# Aminotransferaza asparaginianowa

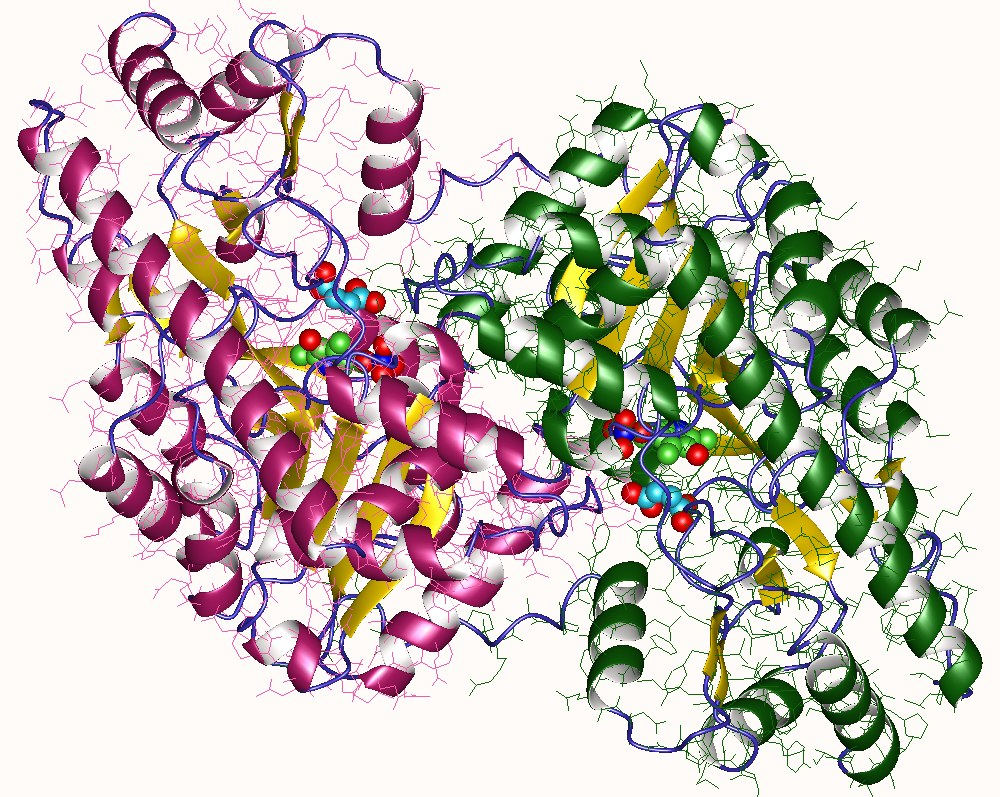
Poglądowy rysunek cząsteczki aminotransferazy asparaginianowej

Aminotransferaza asparaginianowa, AST, AspAT (od ang. aspartate transaminase), GOT (od ang. glutamic oxoloacetic transaminase) – narządowo niespecyficzny enzym (EC 2.6.1.1) indykatorowy, biorący udział w przemianach białek. Należy do transferaz przenoszących grupy aminowe z aminokwasów na α-ketokwasy. 
Przyczyną wzrostu aktywności aminotransferazy asparaginianowej, a także aminotransferazy alaninowej, mogą być:
- martwica mięśnia serca (zawał mięśnia sercowego, pourazowe uszkodzenie mięśnia sercowego, w tym po zabiegach kardiochirurgicznych)
- choroby wątroby (zapalenia wątroby niezależnie od etiologii)
- uszkodzenie mięśni szkieletowych (urazy, dystrofia mięśniowa, rabdomioliza w przebiegu zatruć i stosowania niektórych leków, zwłaszcza statyn)
- mononukleoza zakaźna
- hipoksja
- niewydolność krążenia
- zapalenie trzustki
- stosowanie niektórych leków psychotropowych, na przykład agomelatyny, amisulprydu.

Ponieważ rutynowo określa się zarówno poziom aminotransferazy asparaginianowej, jak i aminotransferazy alaninowej (ALT), do diagnostyki weszło pojęcie wskaźnika de Ritisa, czyli stosunku AST do ALT. W warunkach prawidłowych wskaźnik ten jest większy od jedności (a więc wartości AST są nieco wyższe od ALT), natomiast spadek poniżej 0,9 silnie wskazuje na chorobę miąższu wątroby. Wskaźnika de Ritisa nie wylicza się w warunkach prawidłowych (gdy aktywność AST i ALT mieści się w normie).

## Mechanizm działania
Aminotransferaza asparaginianowa katalizuje reakcję transaminacji, co można schematycznie zapisać:
- α-ketokwas + kwas asparaginowy ⇌ kwas szczawiooctowy + α-aminokwas

lub odwrotnie:
- α-aminokwas + kwas szczawiooctowy ⇌ α-ketokwas + kwas asparaginowy

czyli przykładowo kwas asparaginowy + α-ketoglutaran ⇌ kwas szczawiooctowy + kwas L-glutaminowy
Aminotransferaza asparaginianowa cytozolowa przekształca szczawiooctan w asparaginian, natomiast aminotransferaza asparaginianowa mitochondrialna przekształca asparaginian w szczawiooctan.